# 张愚之
张愚之（1914年—1970年4月25日），中国基督教新教自立教会“地方教会”的著名领袖，倪柝声的重要同工之一。
1914年，张愚之出生在浙江省兰溪县（今属金华市）。1936年，倪柝声和一批地方教会的同工决定将地方教会扩展到各大城市，于是派遣他和李常受2人到天津开展，兴起了天津、北平2地的地方教会。不久，一位香港合一堂的教友关十姑到天津因听张愚之讲道而转入地方教会，并且接待魏光禧和江守道等人建立了香港地方教会。抗战爆发后，1938年，张愚之与汪佩真到四川成都开展，兴起了当地的地方教会。
1942年，张愚之强烈反对倪柝声经营生化药厂，是参与革除倪柝声的同工长老之一。

## 南阳路

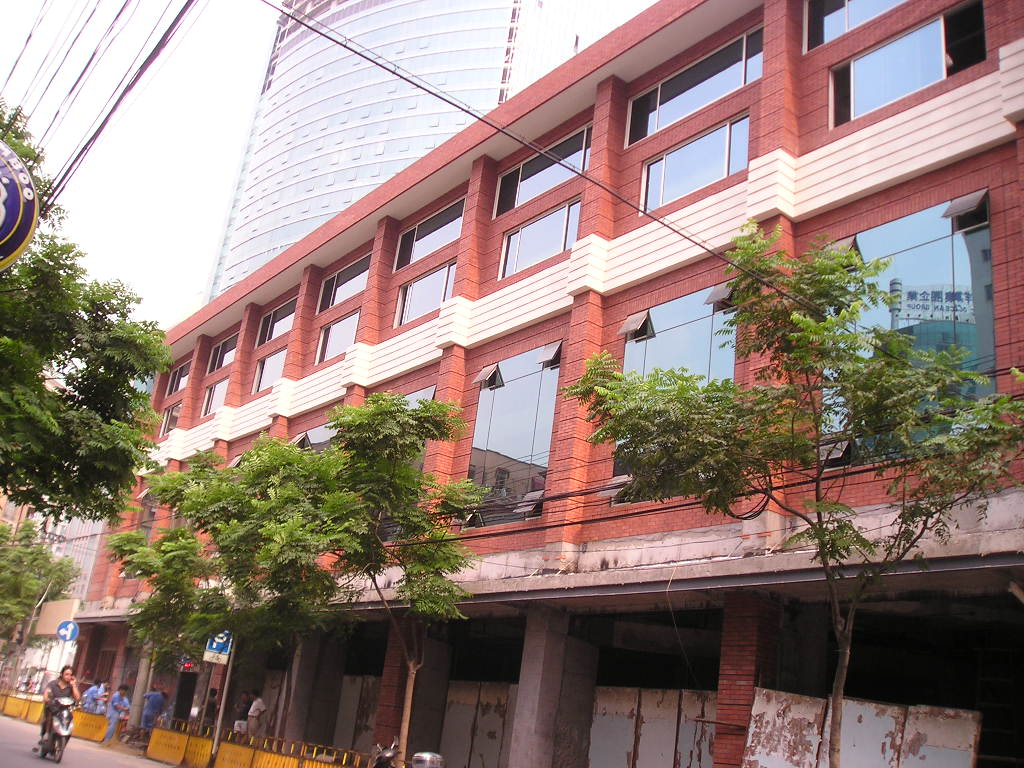
2006年8月，南阳路123号原基督徒聚会所正在被改建为一个酒吧

1948年春节期间，李常受到福州讲道时，邀请倪柝声复出，4月，倪柝声回到上海，张愚之热切的向倪柝声悔改，欢迎他恢复职事。并且成为倪柝声末后几年最亲密的同工。此后到1956年被捕前，在上海地方教会的长老中，俞成华很少出来，主要由他和蓝志一负责讲道。
张愚之在传福音方面特别有能力，经常带领一次福音聚会，就使几百人相信耶稣。不久，上海教会的人数迅速扩增到两三千人。

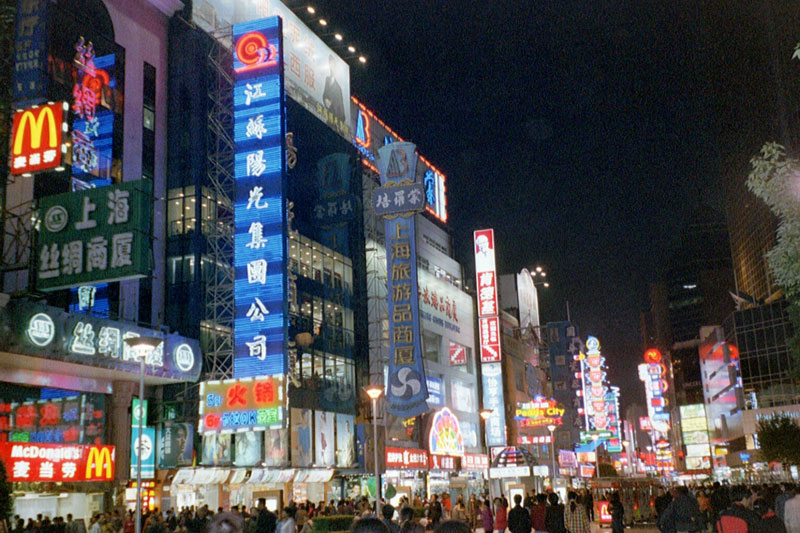
福音游行经过的南京路

1948年，在上海地方教会复兴的同时，南京地方教会也发生了复兴，并且穿上福音背心上街传福音。李常受将南京的做法介绍到上海，于是在下半年，上海地方教会也开始进行数次大规模的福音游行。第一次游行约有二三百人参加，李常受和张愚之担任福音游行的总指挥，万绍祖任大队长，张锡康、何广涛、孙务信任三个小队长。游行队伍穿过南京路、霞飞路等繁华街道，前面是铜鼓、喇叭、漫画，信徒高唱“需要耶稣”等诗歌，高喊“上海人啊！赶快悔改，罪恶不去，平安不来”、“信耶稣得永生”等口号，并散发印有“晚上请到南阳路145号来听福音”的福音单张。
张愚之特别强调，基督徒要为福音奉献一切：“我们应该活着为着福音，死也为着福音，教书为着福音，读书为着福音，作买卖为着福音，办工厂为着福音，作工役为着福音，有家庭为着福音，什么都是为着福音。”“如果我们要传福音，在行事为人上，若是没有爱，没有恩典，不肯牺牲，不愿吃亏，没有转过‘左脸，’任拿‘外衣，’陪走‘二里路’的操练，我们是不配传福音的。”“福音不只是一个工作，更是一个争战。若没有同心合意，齐心努力，福音是很难传得开的。”“我能够这样说，今天我们如果失去这个能用话语传福音的机会，也许有一天，我们要用我们的血来传主的福音。”
日后，张愚之本人也因为福音而殉道。
1952年4月，倪柝声被秘密逮捕。10月20日，张愚之在北京，由当地教会长老阎迦勒陪同，前往拜会激烈反对三自运动的史家胡同基督徒会堂负责人王明道。1955年，各地地方教会陆续宣布退出“三自”。

## 青海
1956年1月29日，在肃反运动中，张愚之和李渊如、汪佩真、蓝志一等大约30名同工因不参加三自组织而被捕，被打成“倪柝声反革命集团”的骨干分子，被判刑12年。在被捕的第一年中，张愚之被提審300多次，日夜不停的审讯，使得他的身体健康迅速恶化。
此后，他被送到遥远而寒冷的青海劳改，做「製造磚瓦土胚」的重活，不允许家人前往探视。不久，张愚之在劳改农场患了肺結核病。1962年大饥荒期间，劳改农场有许多犯人饿死，于是将一批老弱病号及一贯表现老实，家在农村的犯人假释回乡，张愚之也因此得以回到浙江兰溪乡下老家，规定要得到公安局批准才可以到上海探亲。

## 殉道
1968年3月28日，有一位在上海医学工业研究院工作的基督徒陆道雄（此人在1956年地方教会受到整肃时加入），出于信仰原因坚决不肯跪拜毛主席像，受到拷打与迫害，他忍受不住，决定秘密逃亡到温州，临行前张愚之为他調換了一些全國糧票。张愚之因被人揭发再次被捕。一年后陆道雄也在避难的地方苍南县矾山被捕。

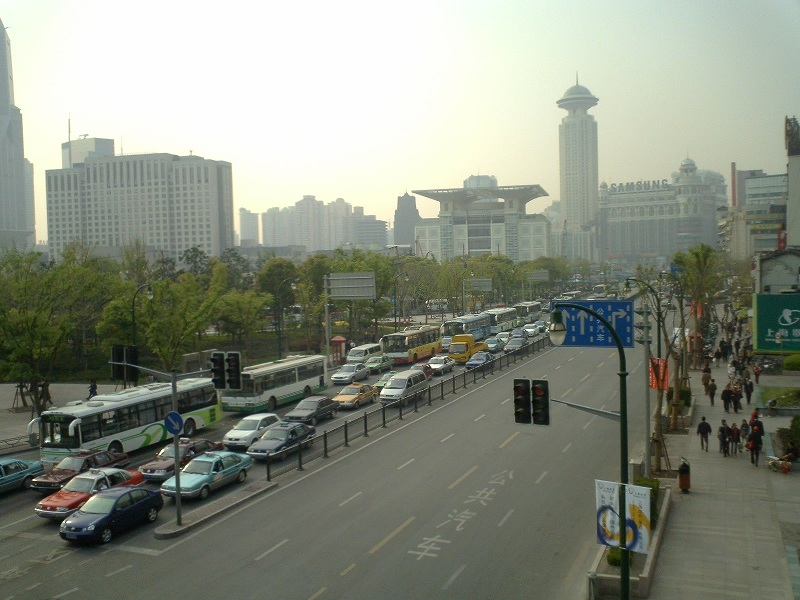
今上海人民广场

1970年4月25日，张、陆两人被拉到上海人民广场接受万民公审，并由电视实况转播。张愚之被宣布三项罪名：
（一）對信仰頑固不化，堅持反動立場，並繼續參與反革命活動；
（二）1963年他曾編寫一些反動宗教書籍（传福音的小册子）；
（三）當罪犯陆道雄企圖逃亡時，他曾供給他糧票，「不殺不足以平民憤」。
主持公审的公安人员问在场群众「应当如何惩治他们」，一片枪毙之声。在这样狂热的气氛中，就宣布他们死刑立即执行，在游街示众之后被处决。实践了他的许愿：「什么都不怕，只怕得罪神」“总要相信神，被杀仍要相信”。据目睹过程的基督徒说，当时被绑在卡车上赴刑场枪决的共51名罪犯，其他人都吓得面如土色，惶惶不安，惟有张愚之和陆道雄二人仍然保持安详宁静，使得围观的群众感到十分惊奇。张愚之从警车上下来时还唱起了诗歌，被警察踢伤了腿，训斥说：「你要死了，還開心什麼？」，然后一瘸一瘸地走到刑場上受死。当天张愚之的妻子郦理英和女儿都被软禁在工作单位里。
张愚之被杀的消息传到从前张愚之经常前去讲道的浙江萧山、绍兴，使得本来在那里文革期间因受迫害而恐惧的基督徒受到了激勵。

## 家庭
- 妻子郦理英，曾为上海宏恩医院护士。于2010年11月25日去世。
- 长女张仰晨，钢琴教师。
- 次女张乐晨，1998年在美国去世。
- 三女张向晨
- 四女张耀晨